# Askanaz Mrawian
Askanaz Mrawian (orm. Ասքանազ Մռավյան, ros. Асканаз Арутюнович Мравян, ur. 2 stycznia 1886 w Jelizawetpolu (obecnie Gandża), zm. 23 października 1929 w Erywaniu) – armeński rewolucjonista i działacz komunistyczny, radziecki polityk, wicepremier Armeńskiej SRR (1923-1929).

## Życiorys
W 1905 wstąpił do SDPRR, w 1915 ukończył studia na Wydziale Pedagogicznym Petersburskiego Instytutu Psychoneurologicznego, 1915-1917 redagował w Tbilisi gazetę "Pajkar" ("Walka"). W 1917 w tymże mieście redagował gazetę "Banwori Kriw" ("Walka Robotnika") i był członkiem Tyfliskiego Komitetu SDPRR(b) i Kaukaskiego Krajowego Komitetu SDPRR(b), a w 1918 sekretarzem Kaukaskiego Komitetu Krajowego RKP(b) i redaktorem gazety "Kawkazkaja Prawda". Od 29 listopada 1920 do 24 marca 1921 był zastępcą przewodniczącego Komitetu Rewolucyjnego Armenii, od lutego 1921 do 26 stycznia 1922 członkiem Biura KC Komunistycznej Partii (bolszewików) Armenii i jednocześnie od 21 maja 1921 do 1922 ludowym komisarzem spraw zagranicznych Armeńskiej SRR, a od 12 czerwca 1921 nadzwyczajnym pełnomocnikiem Rady Komisarzy Ludowych ZSRR w Górskim Karabachu i od 1921 redaktorem gazety "Chorurdain Hajastan" ("Radziecka Armenia"). Od 29 kwietnia 1922 do 1923 był sekretarzem generalnym KP(b)A, a od 23 stycznia 1923 do śmierci ludowym komisariatem oświaty Armeńskiej SRR i jednocześnie zastępcą przewodniczącego Rady Komisarzy Ludowych Armeńskiej SRR, czyli wicepremierem tej republiki.